# Morganfield
Morganfield è un comune degli Stati Uniti d'America, situato nello Stato del Kentucky, nella contea di Union, della quale è il capoluogo.